# Bridge Creek, Wisconsin
Bridge Creek là một thị trấn thuộc quận Eau Claire, tiểu bang Wisconsin, Hoa Kỳ. Năm 2010, dân số của thị trấn này là 1.861 người.